# 横谷重氏
横谷 重氏（よこや しげうじ、生年不詳 - 慶長20年〈1615年〉)は、戦国時代から江戸時代初期にかけての忍者。真田氏の家臣。通称は庄八郎。兄に横谷幸重、横谷幸秀がいる。

## 経歴
横谷惣右衛門の三男として生まれた。
慶長5年（1600年）のいわゆる犬伏の別れでは、重氏は兄と共に真田昌幸に仕えた。その後、重氏は昌幸の次男である真田信繁(幸村)に仕え、信繁が高野山に配流となった際には同行した。慶長20年（1615年）の大坂夏の陣で信繁と共に討ち死にした。